# FS ALn 773
Die ALn 773 der  Italienischen Staatsbahn (FS) war eine Reihe von Verbrennungstriebwagen.

## Geschichte
Nach dem Bau der Triebwagen der Baureihen ALn 880 und ALn 990 interessierte sich die Ferrovie dello Stato Mitte der 50er Jahre für die Inbetriebnahme eines kleineren Modells.
Der von OM gebaute neue Triebwagen hatte 73 Sitzplätze und wurde deshalb als ALn 773 eingereiht. Zum Entwurf gehörte auch ein Beiwagen mit 64 Sitzplätzen, der Ln 664. Insgesamt wurden zwischen 1957 und 1961 60 Triebwagen (ALn 773.3501–3570) und 49 Beiwagen (Ln 664.3501–3549) gebaut.
Das Konzept der ALn 773 wurde aus den älteren ALn 772 entwickelt: Sie hatten zwei Antriebe des Typs OM-Saurer BXD-UL mit Achsformel (1A)(A1).
Wegen des hohen Komforts wurden die ALn 773 nach den Expresszügen auf nichtelektrifizierten Hauptbahnen eingesetzt (z. B. Olbia–Cagliari, wo sie die ALn 772 ersetzten, oder Bari–Reggio Calabria); auch bei der internationalen Verbindung Venedig–München waren sie regelmäßig im Einsatz. Später wurden sie auf die Lokalzüge in der Poebene herabgestuft. 1995 kamen die letzten Exemplare in den Ruhestand.
Nachfolger der ALn 773 waren die leistungsfähigeren, aber weniger erfolgreichen ALn 873.

## Die ALn 773 für konzessionierte Bahnen

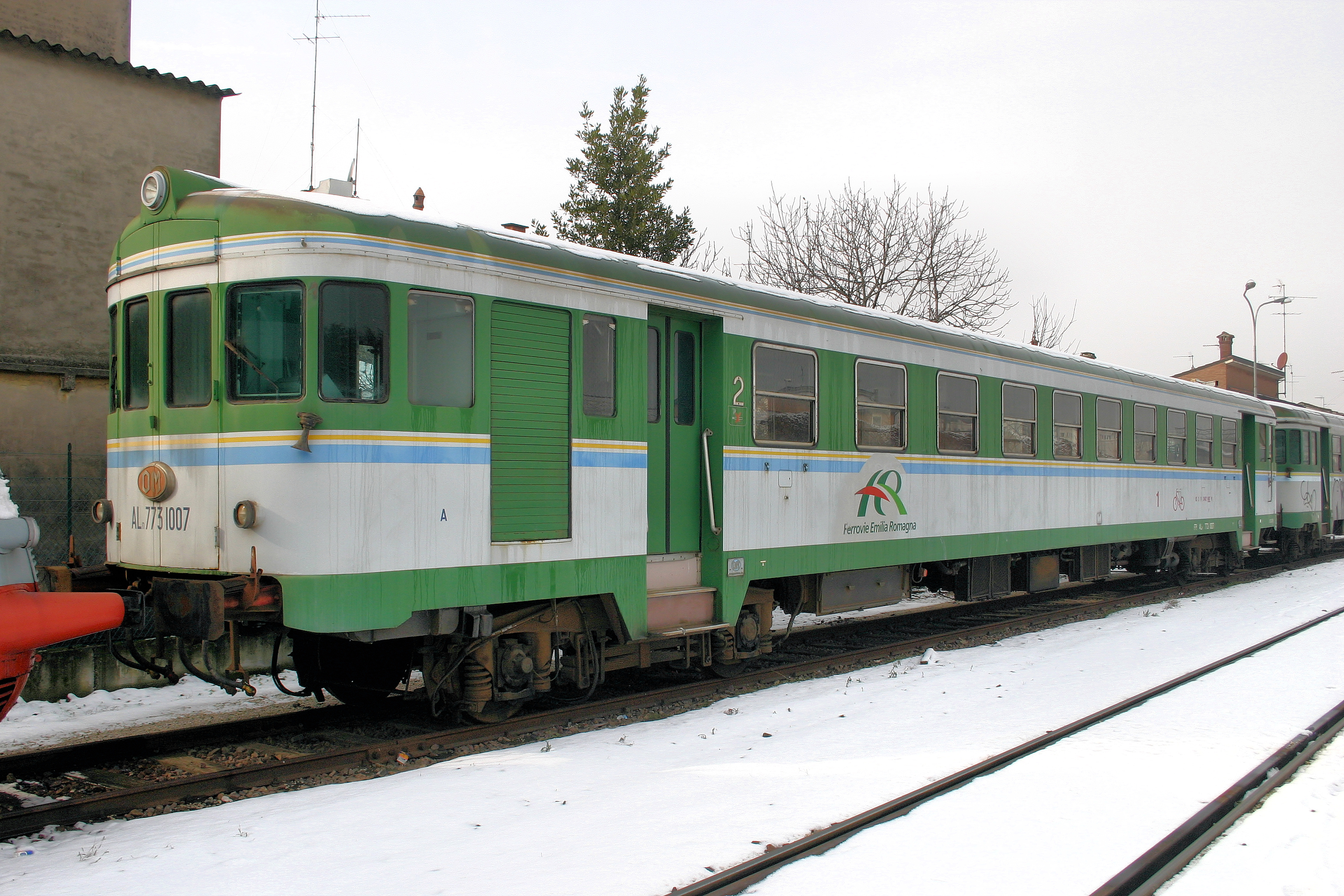
Eine ALn 773 der Ferrovie Padane

Die konzessionierte Bahngesellschaft Ferrovie Padane, Betreiber der Bahnstrecke Ferrara–Codigoro, erhielt 1963 zwei Triebwagen, die als ALn 773.1006–1008 eingeordnet wurden, und zwei Beiwagen RL 779.304–305, analog zu den Ln 779 der FS.
Die Compagnia delle Ferrovie del Mezzogiorno d’Italia, Betreiber der Alifanabahn, bekam 1961–62 fünf Triebwagen (ALn 880.I.1–5) und vier Beiwagen (Ln 774.R.101–104), analog zu den Ln 664 der FS.
Beide Gesellschaften kauften in den 1980er und 1990er Jahren weitere von den FS ausgemusterte Exemplare, die noch heute in Betrieb sind.